# Людр
Людр (фр. Ludres) — коммуна во французском департаменте Мёрт и Мозель, региона Лотарингия. Относится к кантону Жарвиль-ла-Мальгранж.

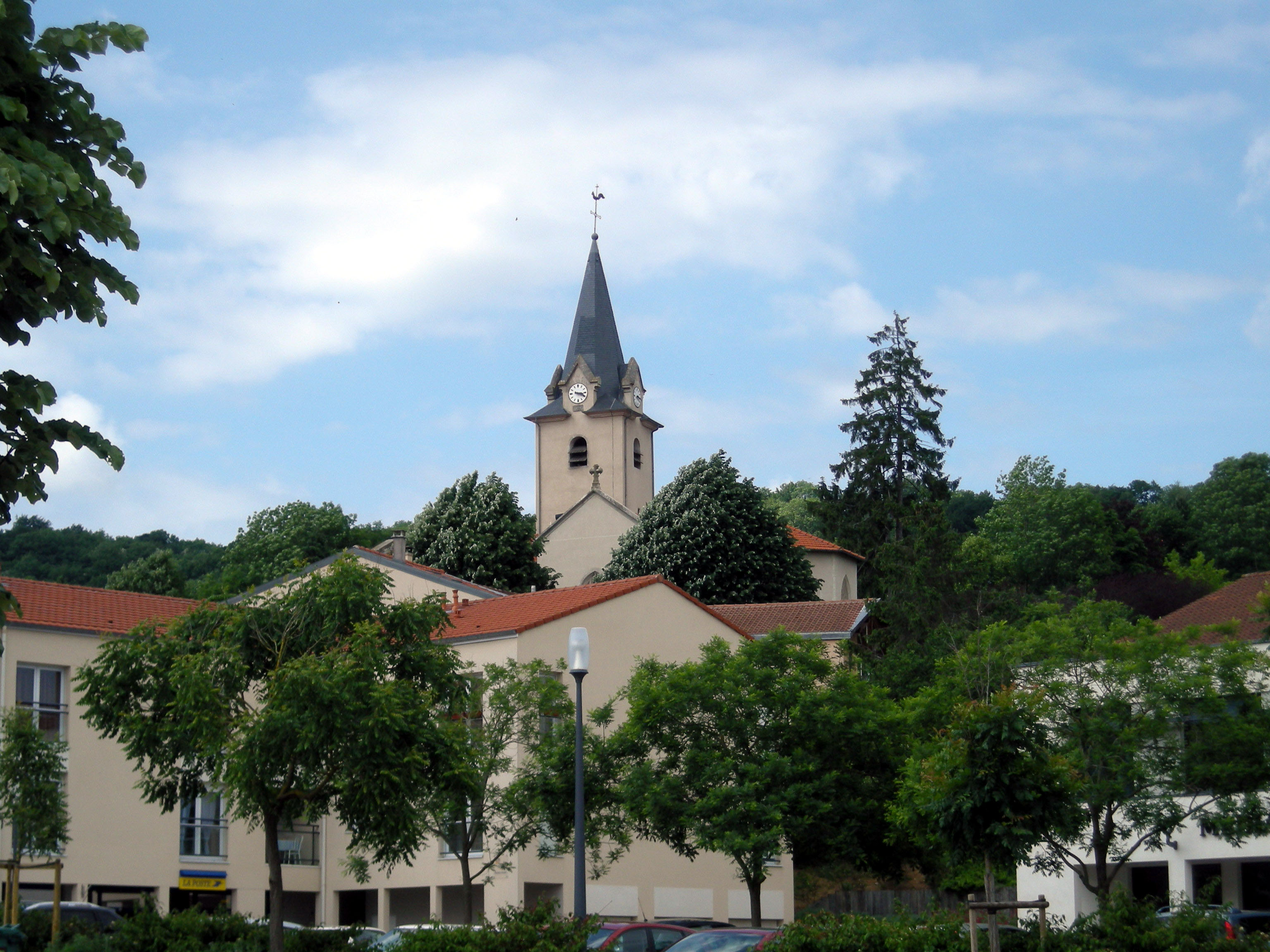
Церковь Людра.

## История
На территории Людра находятся остатки лагеря относящийся к ранней истории (городище Аффрик (фр. camp Affrique)). Его керамические стены до сих пор видны на окраине Людра на территории коммуны Мессэн. Городище относится к концу гальштатской-началу латенская культуры (около 500 лет до н. э.). Со времени железного века территория города была постоянно заселена человеком. Здесь расположены залежи оолита. Оолит из местного рудника был, в частности, использован для изготовления болтов Эйфелевой башни. Останки средневекового производства железа до сих пор сохранились.
Во время Второй мировой войны городу был нанесен значительный ущерб в 1940—1945 годах.

## Демография
Население коммуны на 2010 год составляло 6463 человека.
| 1962 | 1968 | 1975 | 1982 | 1990 | 1999 | 2010 |
| ---- | ---- | ---- | ---- | ---- | ---- | ---- |
| 1132 | 1239 | 1582 | 5376 | 6236 | 6821 | 6463 |